# Russel M. Nelson
Russel M. Nelson (* 1924) je úřadující prezident Církve Ježíše Krista Svatých posledních dní, civilním povoláním chirurg. Prezidentem Církve byl ustanoven v lednu roku 2018.
Jako prezident Církve Ježíše Krista provedl řadu reforem. Patří mezi ně vyjasnění vztahu Církve k jiným než bílým Američanům, podpora vakcinace proti covidu-19, změny ve vnitrocírkevních pravidlech - pro misionáře, délka trvání bohoslužby, symbolika Církve, práva žen v Církvi, vztah k LGBT členům aj.